# La legione del Sahara
La legione del Sahara (Desert Legion) è un film del 1953 diretto da Joseph Pevney in Technicolor. E' ispirato al romanzo The Demon Caravan di Georges Surdez.